# تيرول (ولاية)
تيرول هي ولاية نمساوية تتمتع بشهرة عالمية نظراً لغناها بمنتجعات التزلج، وقداستضافت عاصمتها إنسبروك الألعاب الأولمبية الشتوية مرتين، فهي وجهة مثالية في فصل الصيف للاستمتاع بالطبيعة والمناظر البانورامية لجبال الألب. وتقع المنطقة في وسط أوروبا ولها ارتباطات وثيقة مع ألمانيا وإيطاليا وسويسرا.

## معلومات عامة
تيرول، Tirol. قلب جبال الألب. ينجذب الناس من جميع أنحاء العالم لزيارة قمم تيرول المثيرة للإعجاب والوديان ذات المناظر الخلابة ومرتفعاتها الوعرة ومراعيها الجميلة. يقدم عالم جبال تيرول، بتنوعه الرائع، المحيط المناسب للهوايات الرياضية وأجواء التمتع الهادئة والتأمل والكثير من الأشياء الأخرى. يقترن المنظر الطبيعي الجميل بالثقافة الغنية، وكانت جبال تيرول على الدوام موطناً للحكام المنفتحين ثقافياً ورعاة الموسيقى والفن المعماري والرسم. ما يجعل من منطقة تيرول فريدة أيضاً هو موقعها المركزي ليس في قلب النمسا فقط ولكن في أوروبا أيضاً، فهي تتمتع بوجود طرق مواصلات قريبةٍ من الامتداد الكامل لطرق المرور الرئيسية المؤدية لألمانيا في الشمال وإيطاليا في الجنوب وسويسرا في الغرب.

## أهم الأماكن السياحية

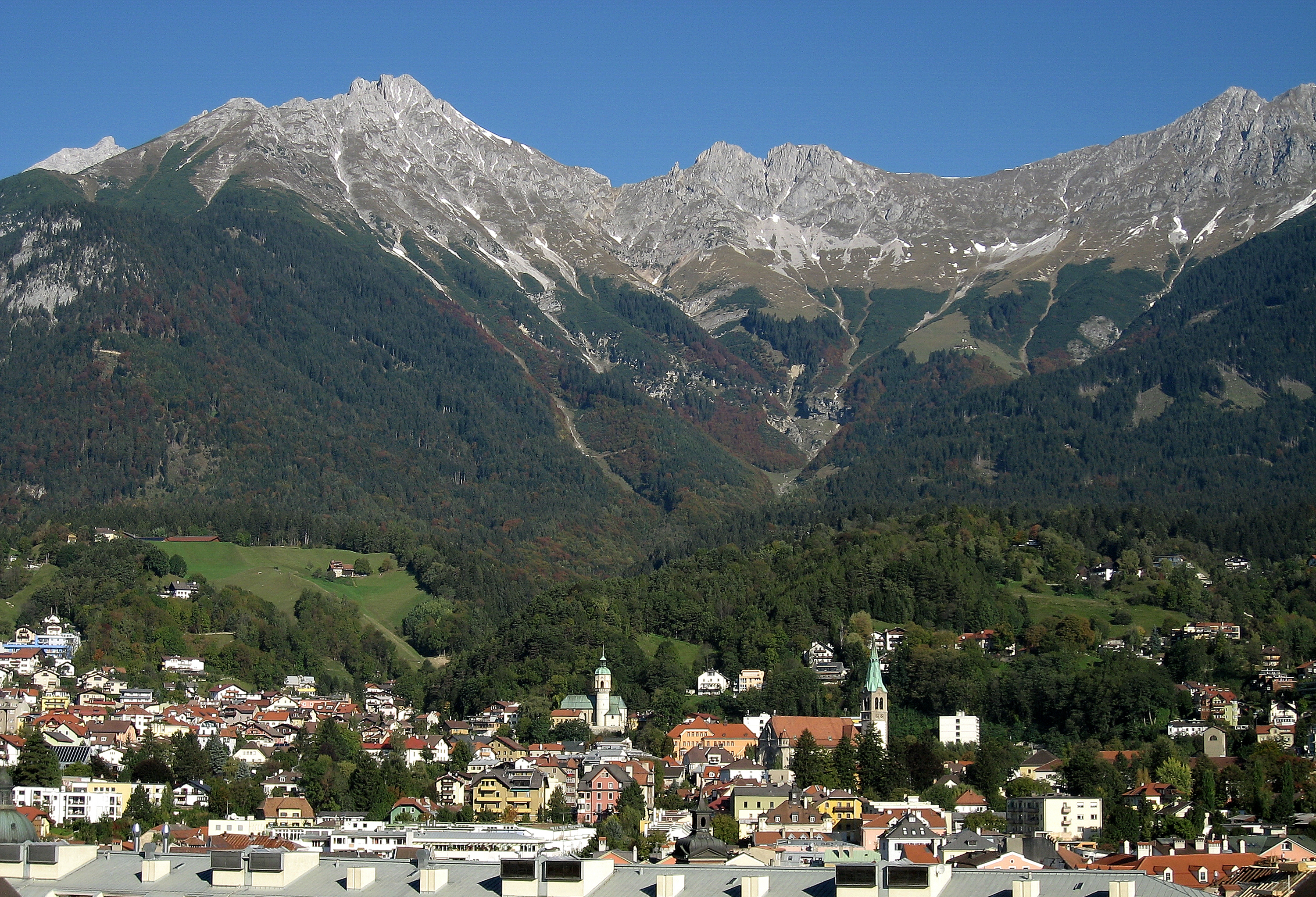
مدينة إنسبروك

### مدينة إنسبروك
إنسبروك (بالألمانية: Innsbruck) مدينةنمساوية وعاصمة ولاية تيرول الواقعة بغربيّ البلاد. تقع المدينة في وادي نهر الإن، ومنه اشتق اسمها لتكون «جسر الإن» وهو المعنى الحرفي لكلمتي «إن» (بالألمانية: Inn) و«بروك» (بالألمانية: Brücke) باللغة الألمانية، تقع في نفس المنطقة التي تصل الوادي بواد آخر هو الفيبّ (بالألمانية: Wipptal) على ضفاف نهر السيلّ، مما يصلها بطريق برنّر السريع، أو جسر أوروبا، الذي يبعد عنها حوالي 30 كيلومتر.

### مدينة كيتسبوهل
تشتهر كيتسبوهل بالمناظرُ الطبيعية الفريدة والإطلالات الجبلية الخلّابة والبحيرات ذات المياه الصافية مدينةَ كيتسبوهل النمساوية سمعةً دوليةً ولقباً يجب أن يُكتسَبَ كلَّ سنة مرة أخرى إنّه لقبُ «أفضل منطقة في جبال الألب». تقع المدينة بين جبل «كيستبوهلر هورن» (ارتفاعه 2000 م) وقمة «هاننكام». هذه المدينة متعددة الإمكانيات فإنَّك تستطيع الاستمتاع بالطبيعة الخرافية والتسوق في المدينة القديمة ذات الوسط التاريخي المميّز والذي يبلغ عمره 700 سنة والاسترخاء في مطعم جميل أو مقهى أو كازينو أو الاحتفال والرقص طوال الليل في واحدٍ من البارات الأسطورية أو ملاهي الديسكو، وهي أيضاً مقرُ إقامةٍ ثاني ووجهةٌ سياحية للعديد من المشاهير والعائلات الملكيّة من جميع أنحاء العالم (المملكة العربية السعودية، الأردن، السويد...إلخ). تتمتعُ كيتسبوهل بطرقٍ اتصالٍ قريبةٍ لبواباتٍ دولية متل مدينة سالزبورغ (80 كم) وإنسبروك (90 كم) وميونيخ (160 كم) ومن الممكن الوصول إليها بسهولة وذلك بواسطة خدمة التوصيل أو القطار أو استئجار سيارة.

### وادي أوتز

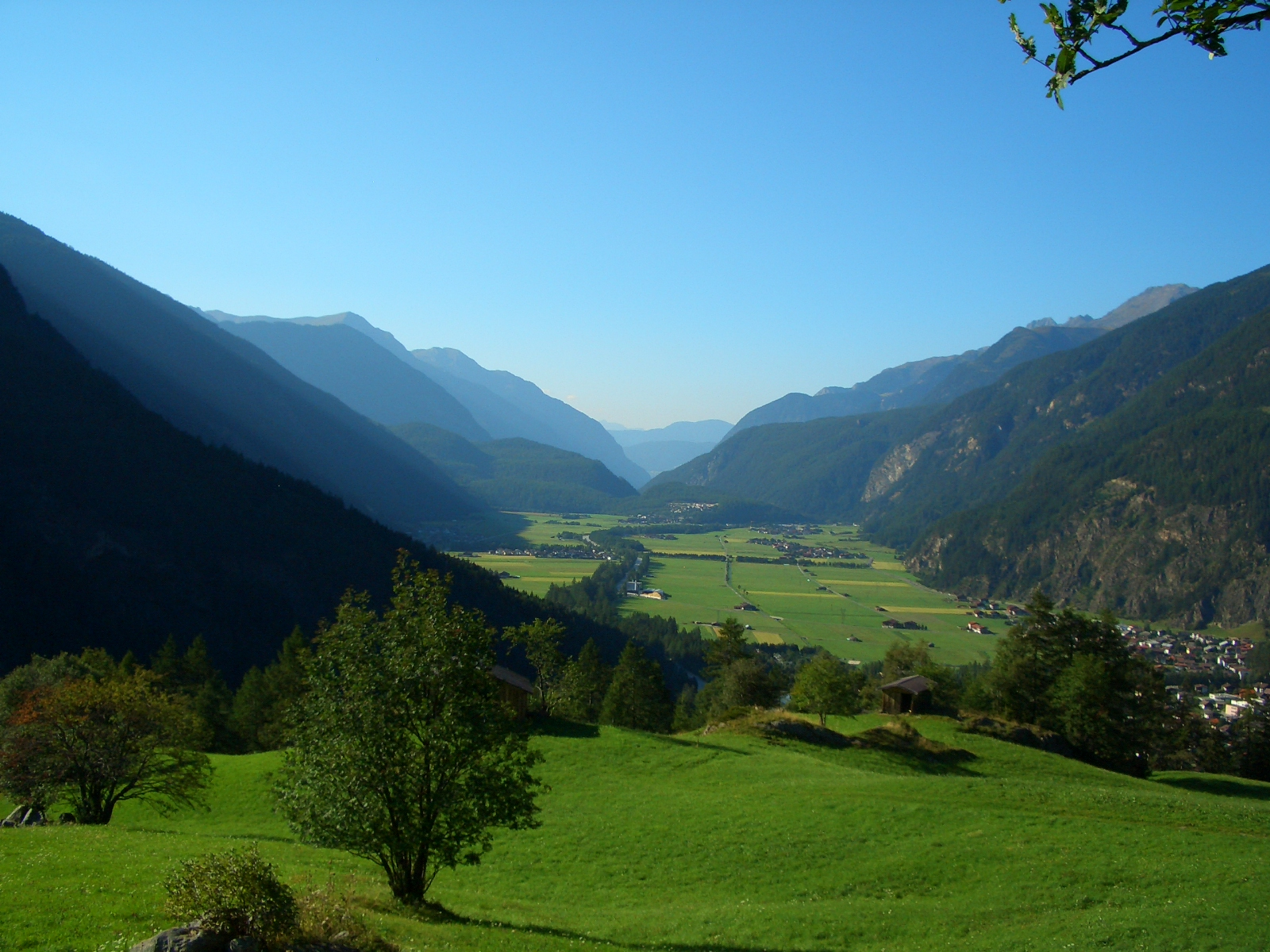
وادي أوتز

يمثل أوتز وادياً تابعاً لجبال الألب بطول 65 كيلومتر ضمن ولاية تيرول النمساوية. تضم المنطقة على 250 قمة جبلية واقعة على ارتفاع يزيد على 3000 مترٍ. حيث توفر مقومات مميزة للاستمتاع بفصلي الشتاء والصيف. كما يمكن لمحلي المغامرات التمتع بالتضاريس الطبيعية المتنوعة في هذه المنطقة التي تتميز إلى جانب غناها الطبيعي، بجوها الهادئ والمنعزل.

### زيفيلد
سيفيلد المنطقة الأولمبية
تَقعُ المنطقة الأولمبية Olympiaregion Seefeld زيفيلد حوالي 25 كم شمال غرب مدينة «إنسبروك» وتستقِرُ على هضبةٍ عاليةٍ مُحاطةٍ بسلاسل جبالٍ مهيبةٍ من منطقة جبال «كارفنديل» المحميّة وسلسلة جبال «فيترشتاين». تُعرفُ المنطقةُ باستضافتها التدريبات الاسكندينافية خلال الألعاب الأولمبية الشتوية لعامي 1964 و 1976 ولرُفيّها الدولي وفنادقها ذات الخدمة العالية الجودة. تنتمي سيفيلد ل12 منتجعاً كلاسيكياً في جبال الألب والتي قد ضَمّت قواها لتُأسس «أفضل مجموعة في جبال الألب». أحدُ ميزاتِ المنطقة هو «التكييف الطبيعي» وذلك بسبب موقعها في الجبال على ارتفاع 1,200 م عن مستوى البحر، ويؤدي ذلك إلى تمتُعِك بدرجاتِ حرارةٍ لطيفةٍ خلال النهارِ وتستطيع أن تستنشق هواء الجبل المنعش في الليل.
سوف لن تشعُرَ بالملل بالتأكيد حين تكون لديّك الفرصة لتختار من بينِ خمس منتجعاتٍ وهي Leutasch, Mösern/Buchen, Reith, Scharnit Seefeld. نضمنُ لك شعور الرضى التام من مجردِ التجولِ في المنطقة والاستمتاع بالمناظر الرائعة ومشهدِ الجبال المثير للإعجاب. تؤهلكَ بطاقة الضيف المحليّة للحصول على العديد من الحسومات في المرافق المتنوعة في أولمبي ريجن سيفيلد.

### كريستال سواروفسكي
أسس دانيال سواروفسكي (Daniel Swarovski) شركة قص الكريستال في واتنز (Wattens)، تيرول (Tirol) في النمسا في عام 1895. وقد نظر إلى الكريستال على أساس كونه مصدرٍ للإلهام. وقد تطورت الشركة العائلية منذ ذلك الوقت أكثر من مئة سنة من التقاليد وبلغ صيتها أماكن مختلفة من العالم. ونظرا لتزايد الاهتمام بصورة عامة بمنتج الكريستال، طورت سواروفسكي ثلاثة مواقعٍ بحيث يكون وجود الكريستال فيها عبارة عن تجربةً شاملة، ألا وهي: سواروفسكي كريستال فيلتين (Kristallwelten) وسواروفسكي إنسبروك (Innsbruck) وسواروفسكي فيينا. 

### أماكن سياحية إضافية

#### رحلة بالقارب في بحيرة آخن زي
Lake Achensee boat trip. أكبرُ البحيرات جبلية في النمسا.
إنَ الطريقةَ الأفضل لاكتشاف أكبرِ بحيرةٍ جبليةٍ في النمسا هي على متن أحد قوارب أسطول بحيرة آخن زي. تختبئ البحيرة المتلألئة باللون الأخضر الزمردي بين سلسلتي جبال كاروندل وروفان، فهي تمتدُّ ضمن مساحةٍ 6,8 كيلو متر مربع. يمكن الوصول إلى البحيرة الشبيهة بالمضيق البحري والتي تبلغ حرارة مياهها 19 درجة مئوية من جميع الجهات وهي مشهورةٌ بشواطئها العامة الجميلة، سوف يجدُ البحارون والمتزلجون على ألواح ركوب الأمواج والغواصون الظروفَ المثاليةَ هناك أيضا. يستغرق القيامُ برحلةٍ حول البحيرة بأسرها ساعتين.
الأسعار:€15 للشخص. تذكرةٌ عائليةٌ: 32€ 

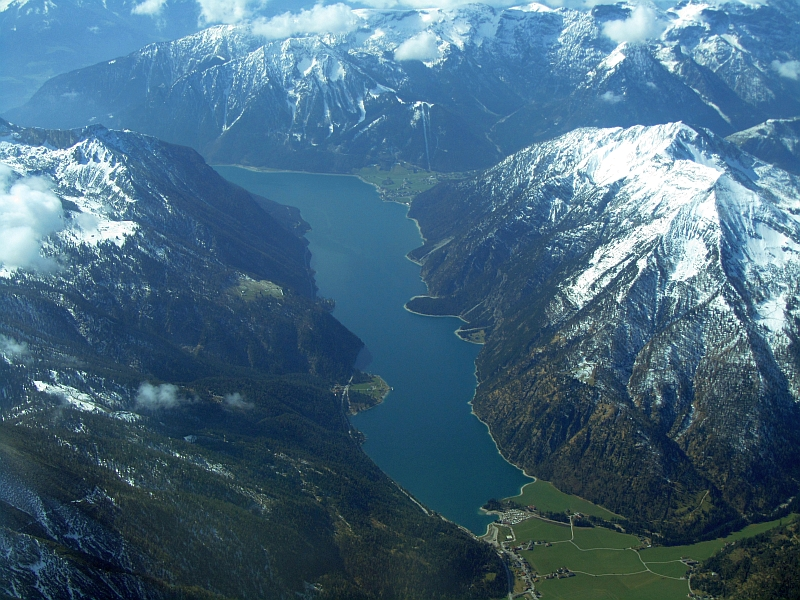
بحيرة آخن زي

#### سكة الحديد المُسننة البخارية في بحيرة آخن زي
Achensee Lake steam-cog railway
التوق إلى ماضي ركوب السكك الحديدية في جبال الألب.
لقد كانت سكةُ الحديد المسننة الأقدم في العالم تعملُ منذ عام 1889 بين قرية «ينباخ» وبحيرة آخن زي.
في الوقت الحاضر، لا يشعر فقط متحمسو ركوب السكك الحديدية بالإثارة من الحنين الخالص للقطارات ذات القدرة البالغة 180 حصاناً بخارياً والتي ترتدي السحر المهيب الذي يعود لعصر الملكية. ترافق أصوات النفخ المتقطعة والمثيرة للذهول القطارَ لأعلى الجبل الشاهق بانحدارٍ أقصاه 160 بالألف- فهو يقطعُ 7 كيلو متراتٍ في 45 دقيقة، يأخذك على طول المروج الخصبة ومن خلال الغابات الألبيّة فتشاهد إطلالاتٍ مثيرة للإعجاب لجبال تيرول الألبيّة والمسار الفضي لنهر «الإن».

#### وادي زيلرتال
Zillertal Valley. واقعٌ في قلب تيرول. يوفر وادي زيلرتال، المحاطُ بجبال زيلرتال وتوكس الألبيّة، كلَّ ما يحتاج إليه محبو الجبال والطبيعة كالهواء النقي والينابيع ذات المياه الصافية والجداول المتدفقة والمراعي الخصبة ذات الأعشاب الطيبة الرائحة وإطلالاتٍ أخّاذة من قمم 55 جبلا التي يبلغ ارتفاعها أكثر من 3000 مترٍ. تتوفر رياضات مثل جولات ركوب الدراجات الهوائية وممارسة رياضة مغامرة الهبوط بالمظلات أو رياضة ركوب الطوف المثيرة أو تجربة رياضات التجديف، فهنا تستطيع الاستمتاع بسلسلة واسعةٍ من الرياضات وسط المناظر الطبيعية الرائعة لجبال الألب. تتضمن تشكيلةُ المغامرات جولاتِ الركوب في قطار «زيلرتالبان» البخاري للوصول إلى مكان التزلج المتاح على مدار السنة في كتلة «هنترتوكس» الجليدية حيث من الممكن الاستمتاع بالتزلج والتزلج على الألواح على مدار365 يوماً في السنة. يتوفر الكثير من الحفلات الموسيقية والمناسبات وبرامج مغامرات للضيوف الشباب والصغار ووجهات الرحلات القصيرة وعروض المأكولات الرائعة، فكلها تعتبر ميزاتٌ رائعةٌ لقضاء إجازة عائلية ناجحة.

#### كتلةُ هنترتوكس الجليدية
Hintertux Glacier. بالإمكان الاستمتاع بالثلج والجليد لمدة 365 يوماً في السنة على كتلة «هنترتوكس» الجليدية الساحرة. إنَّ منطقة التزلج الفريدة الأكثر جمالاً في النمسا والمتاحة على مدار السنة مشهورةٌ بمنحدراتها الرائعة ومرافقها العظيمة ومناظرها الخلابة. تستطيع الشعور بالحرية وأنت قريب من السماء على ارتفاع 3,250 متراً فوق مستوى سطح البحر. ربما يكون ملعب الكتلة الجليدية الواقعة على ارتفاع 3,250 متراً فوق مستوى سطح البحر أعلى ملعب في العالم. إنَّ المشي على طول جدول «توكسباخ» ممتعٌ لكلِّ الأعمار، يوجد أيضاً مخيمُ تسلقٍ للأطفال حيث يتعلم الأطفال أساسيات رياضة تسلق الجبال والسلوك والاحترام الذي يجب أن يتسم به الشخص وهو متواجد في الجبال. ولكن بأي الأحوال، هنالك العديد لتختار من بينه: مثل لعب التنس ودورة التسلق وجولات المشي الليلية مع حمل شعل ومهرجاناتٌ عديدةٌ للصغار تضمن بأن لايشعر أطفالك بالملل أبداً.

#### قطار وادي زيلرتال البخاري
Zillertal –valley Steam Train. الركوب في قطار وادي زيلرتال البخاري يعني اكتشاف الأشياء الصغيرة في الحياة. اشترك برحلةٍ بسرعةٍ مفرطةٍ تبلغ 30 كيلومتراً في الساعة، واستمتع بالجانب الأكثر رومانسيةٍ لوادي «زيلرتال»، تمتع بسحر أصواته وبالجو الذي يذكرك بايام الاجداد. تتوفر رحلةٌ يوميةٌ (في فصل الصيف فقط) من «ينباخ» إلى بلدة «مايرهوفن»، وفي الشتاء يتوقف قطار «زيلرتال» عن العمل فقط في يوم عيد الميلاد / عشية رأس السنة الجديدة، وفي أيام الأربعاء بدءاً من منتصف يناير وحتى منتصف مارس وفي عيد الفصح.
يومياً من: 2/4 إلى 17/10
ينطلق من «ينباخ» في الساعة 10:35 صباحاً ويصل إلى «مايرهوفن» في الساعة 12:05 ظهراً
ينطلق من «مايرهوفن» في الساعة 12:54 ظهراً ويصل إلى «ينباخ» في الساعة 2:20 ظهراً
يومياً من 29/5 إلى 5/9:
ينطلق من «ينباخ» في الساعة 3:35 عصراً ويصل إلى «مايرهوفن» في الساعة 5.05 عصراً
ينطلق من «مايرهوفن» في الساعة 5:24 عصراً ويصل إلى «ينباخ» في الساعة 6:50 مساءً 

#### قرية زولدن وكتلتها الجليدية
Sölden and its Glacier. أكبر منطقة للكتل الجليدية ضمن جبال الألب الشرقية بأسرها.
أصبحت قرية «زولدن» التي يبلغ ارتفاعها 1377 متراً فوق مستوى سطح البحر مكاناً معروفاً بشكل جيدٍ ضمن مشهد الرياضات الشتوية الدولي. ولكن في الصيف أيضاً تؤمن القرية وفرةً من فرص قضاء العطلات المثيرة. هنالك حوالي 300 كيلومترٍ من الطرق ذات اللافتات الإرشادية للتنزه مشياً على الأقدام، هناك طريق مثاليٌّ لكلِّ شخصٍ: المرتفعات المناسبة لممارسة الرياضة والتي يزيد ارتفاعها عن 3,000 متر أو الركوب بالتلفريك للوصول ً إلى أعلى التلة. هنالك الكثير من الأشياء ليتم اكتشافها: مثل البحيرات الجبلية وقمم الجبال المغطاة بالثلوج وأجمل الأزهار في جبال الألب. وإن كنت جائعاً فبإمكانك التوقف في 16 من الملاذات التي تقدم الطعام أو في 30 من أكواخ الجبلية والحصول على أطايب الطعام التيرولينية النموذجية. تتضمن الجبال المحيطة أيضاً أكبر منطقة كتلٍ جليدية ضمن جبال الألب الشرقية بأسرها، حيث أنَّ أعلى الجبال هي قمة «فيلدشـبيتسه» (3772 متر) وجبل «فايس كوغل» (3739 متر) والذي يصنف في نفس الوقت من بين أعلى قمم الجبال في النمسا.

#### كتلة ستوباي الجليدية
Stubai Glacier. تؤمن كتلة ستوباي الجليدية ضماناً بتوفر الثلج نسبته 100% من شهر أكتوبر وحتى يونيو، ليس التزلج في فصل الصيف أو أخذ حمامات شمسية هما فقط كلُّ ما توفره أكبر منطقة في النمسا للتزلج على مدار السنة. وانما تتوفر ممرات المشي الفريدة مثل الطريق المار عبر الدرب الثلجي الآمن إلى مطعم«يوخ دول» وهو أعلى مطعم جبلي في النمسا، أو إلى أعلى جبلٍ ذو إطلالةٍ وهو جبل «كلاينر إيزدور» البالغ ارتفاعه 3200 مترٍ فوق مستوى سطح البحر الذي يجتذب كلَّ أصدقاء المشي والتسلق.

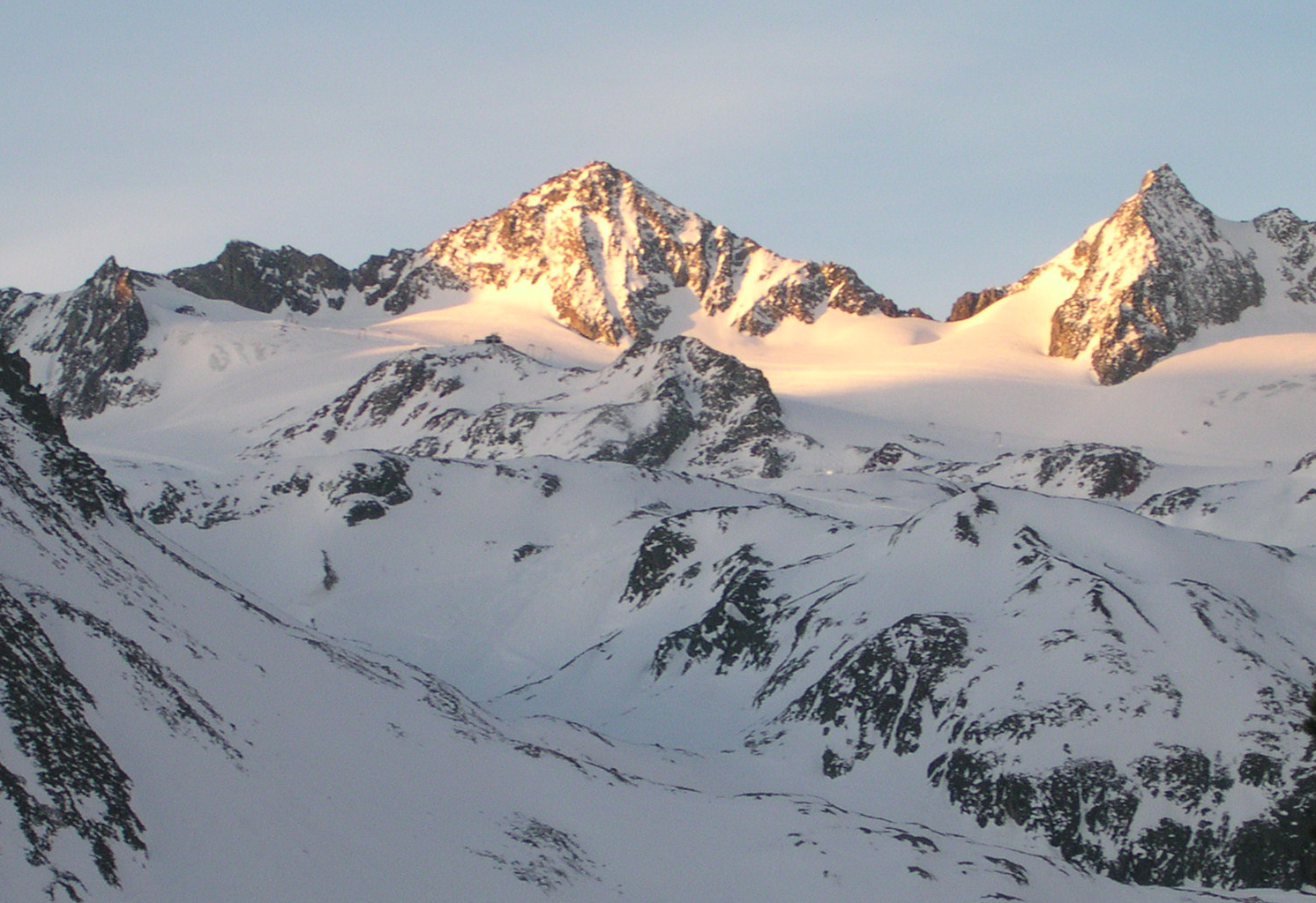
كتلة ستوباي الجليدية

#### قلعة تراتسبيرغ
Tratzberg Castle. كانت قلعة ترانسبيرغ التي وثّقت لأول مرة في القرن الـ 13 تستخدم كمعقلٍ حدوديٍ سابق ضد البافاريين وكمقرٍ للصيد للإمبراطور ماكسيمليان الأول. أصبحت قلعة ترانسبيرغ في عام 1590 مملوكة من قبل عائلة فوكر وهي عائلة ٌثريةٌ ومشهورةٌ من التجار الذين قاموا بتوسيع القلعة، معظم الموجودات المُصانة في الوقت الحاضر تعود لتلك الحقبة. أصبحت القلعة التي تبلغ مساحتها 6800 مترٍ مربعٍ وذات السطح المسقوف بالصخر الصفائحي والذي تبلغ مساحته 5000 مترٍ مربعٍ جوهرةَ قلاع القرن الـ16 التيرولينية مرةً أخرى، إنَّها الآن واحدةٌ من أهم المعالم التذكارية الحضارية للبلد.
جولات سياحية يومية في القلعة من الساعة 10 صباحاً -4 عصراً كلَّ نصف ساعة.
آخر جولة سياحية: الساعة 4 عصراً
مدة الجولة السياحية: ساعة واحدة.
التذاكر متوفرةٌ في القلعة فقط.
يستغرق المشي من مكان ركن السيارات إلى القلعة 20 دقيقة.
الركوب في قطار «ترانسبيرغ إكسبريس» (50-60 مقعداً) يستغرق حوالي 8 دقائق.

#### منجم شواز لاستخراج الفضة
Schwaz Silver Mine. أكبر منجم لاستخراج الفضة من العصور الوسطى. يمكن السير في أنفاق منجم شواز لاستخراج الفضة البالغ طولها 500 كيلومترٍ في الوقت الحاضر، تأخذ عربةُ المنجم العصرية الزوار في رحلةٍ لا تنسى إلى قلب المنجم، وتستطيع على عمق 800 مترٍ تتبع طبقات معدن الفضة في المنجم وتعلم كيف كان يتم استخراج المعدن من قبل عمال المناجم الذين كانوا يبحثون عن الفضة والنحاس. تجري الجولات السياحية برفقة مرشدين سياحين من ذوي الخبرة.
إنَّ الطقس في الخارج يكون حاراً جداً في فصل الصيف لذا فإنَّ القيام بزيارة لمنجم شواز لاستخراج الفضة هو الشيء المثالي للهروب من الحر، فالدهاليز تبلغ درجة حرارتها الثابتة 12 درجة مئوية (53.6 درجة فهرنهايت). من الآثار الجانبية الإيجابية للأشخاص الذين يعانون من حساسيات أو مرض الربو هو أنَّ هواء الجبل خالٍ من غبار الطلع من أيِّ نوعٍ ويجدد جهازكَ التّنفّسي.

#### المدينة القديمة ومصنع صك النقود في مدينة هال
Old Town and Mint in Hall. مدينة قديمة محافظٌ عليها بشكلٍ جيد. مدينة «هال» التي تعود للقرون الوسطى مشهورةٌ بوجود واحدةٍ من أفضل المدن القديمة المحافظ عليها في ِ النمسا. يعود تاريخ مركزُ المدينة التاريخية لوقتٍ كانت فيه مدينة «هال» واحدةً من أغنى المدن في المنطقة. كانت مدينة «هال» في العصور الوسطى المركز الاقتصادي لتيرول بفضلِ منجم الملح الموجود فيها. كان مصنعُ صك النقود الذي بُنيَ في القرن الـ15 عاملاً مهماً في النهوض الاقتصادي أيضاً.
في الوقت الحاضر، مدينة «هال» هي مدينةُ صغيرةٌ نابضةٌ ومليئةٌ بالحياة، هنالك الكثير من الخيارات الجيدة للتسوق وتناول الطعام في المطاعم، فبإمكانك زيارة المدينة القديمة المرممة بمحبةٍ وإخلاص وقلعة «هازيك» و«برج مينت» و«متحف مينت».

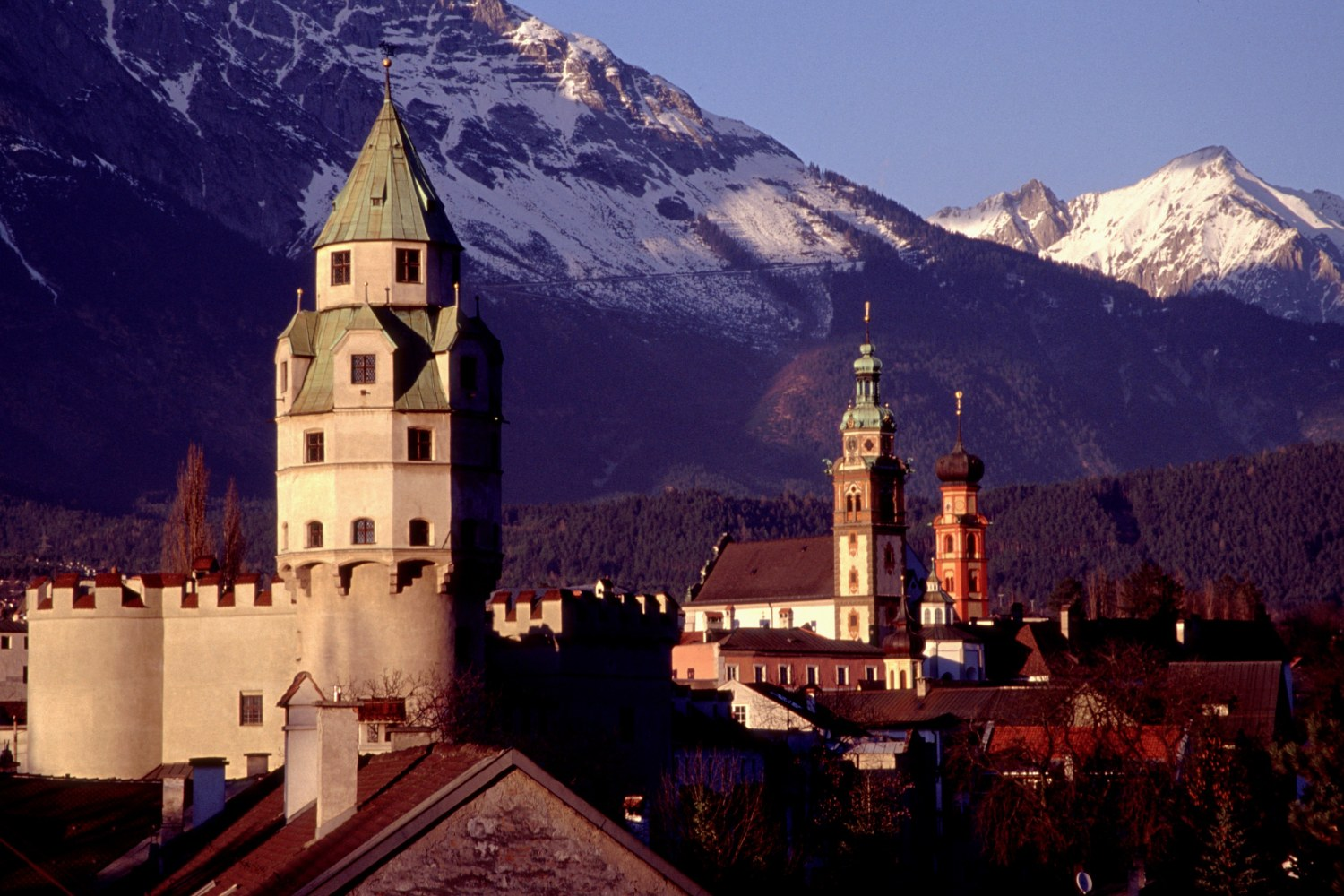
هال

#### آكوا دوم
Aqua Dome. منتجعٌ صحيٌّ ذو تقليدٍ عريقٍ. تستذكرُ قرية «لانغنفيلد» الماضي من خلال تقاليدها العريقة كمنتجعٍ صحيٍ. لقد تم ذكرها للمرة الأولى في القرن الـ16 واستخدمت لسنوات عديدة كمنتجعٍ صحيٍ. المياه التي تأتي من الكتل الجبلية من على ارتفاع 3,000 مترٍ وتمر عبر الصخور ومن ثم تبقبق قادمةً من على عمق 1,800 مترٍ كمياه نبعٍ معدني هو شيء فريد بالفعل. لقد تم تحليل مياه النبع كيميائي، وأظهرت النتائج أنَّ النبع يحتوي على مياه كبريتية، تبلغ حرارةُ المياه 40 درجة مئوية ويخرج من الأرض 3-4 ليترات من المياه في الثانية. يمتزجُ منتجع «آكوا دوم» بشكلٍ مثاليٍ مع المحيط الخارجي للوادي حيث يعكس المبنى المدهش المناظر الطبيعية والجبال المحيطة به بفضل استخدام الخشب والحجارة والنور.
ينتظرُ فندقُ «آكوا دوم» الفاخر ذو الأربع نجوم سوبريور ضيوفه بإطلالاتٍ خلابةٍ على قمم وادي «أوتستال» المحيطة.

#### مغامرات تذوق منتجات الألبان في مايرهوفن
Alpine Adventure Dairy in Mayrhofen. كلُّ شيءٍ عن الأجبان والألبان. لما يكون لبعض أنواع الجبن ثقوبٌ؟ كيف تصنع الزبدة ؟ كيف يتم تعليب الحليب ؟ احصل على أجوبة لهذه الأسئلة في معرض وادي «زيلرتال» للألبان الذي يمتدُّ على مساحةِ 6000 مترٍ مربعٍ ويحتوي على 11 محطة. تذوق واشترِ أنواع الجبن والحليب المحلي الخاصة بالمنطقة، إنّه وجهة سياحية عظيمة للقيام بالنزهات العائلية.
الأسعار:
تذكرة متضمنة التذوق 10.90 €
تذكرة غير متضمنة التذوق 5.80 €
دخول الأطفال حتى عمر 12 سنة مجانيٌ إذا كانوا برفقة شخصين بالغين دفعا تذكرتهما بالكامل.

#### عالم سواروفسكي للكريستال

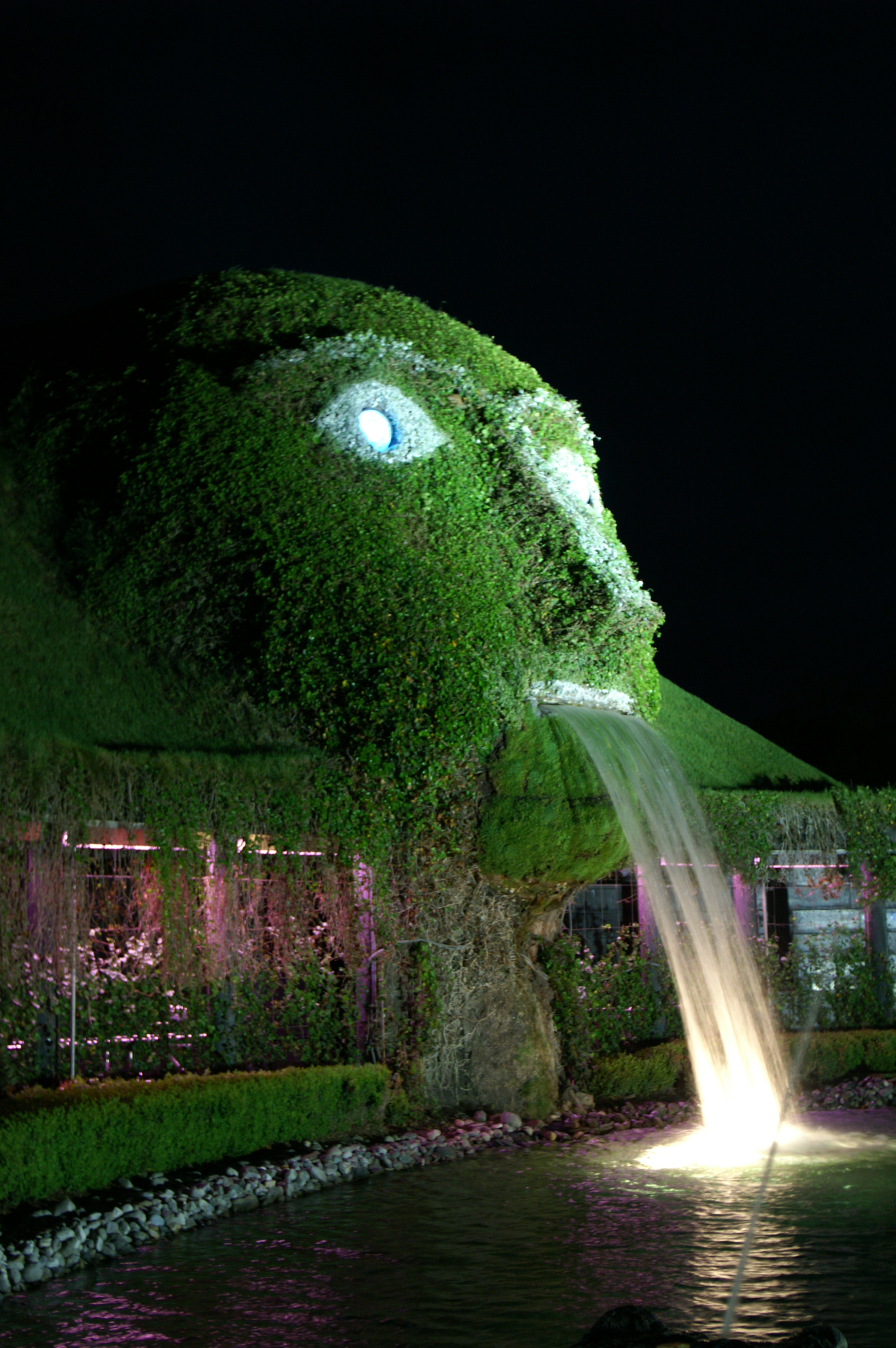
عالم سواروفسكي

Swarovski Crystal Worlds. الكريستال بأفضل أشكاله. يقع عالم سواروفسكي للكريستال في «واتنز» على بعد 15 كيلو مترأً إلى الشرق من مدينة إنسبروك. يتألف هذا المعرض الفريد من غرف عجائبية تقع تحت الأرض تسودها عجائبٌ ذات خيالٍ إبداعي وتقوم فكرتها على استخدام الكريستال، ويحرس مدخل المبنى عملاقٌ يخرج الماء من فمه مرحباً بجميع زواره.
في خريف عام 2003، تم توسيع أكثر المعالم السياحية جذباً في تيرول ليشتمل على غرف عجائبية تستحضر انطباعات حسية وجديدة عن مادة الكريستال الغامضة. إنه إغراءٌ للدخولٍ في كونٍ من الأفكار اللامعةِ والفنّ المعاصر ومصنوعات سواروفسكي الكريستاليةِ المشهورة التي لا تُنْسى بحقّ.
لقد تمّ تصميمُ متجرِ العالم الكريستاليّ الجديد من قبل المهندس المعماريّ البريطانيّ الرائد تيرينس كونران. وفي مساحةٍ تبلغُ 800 مترٍ مربعٍ، يقدمُ سواروفسكي تشكيلته المُتنوعة من المُنتجاتِ في محيط فريدٍ بشكلٍ مبهر.
الدخول: 8€ للشخص، المجموعات المكونة من 10 أشخاص فما فوق 7€ على الشخص.
الدخول المجاني للأطفال تحت سن 12 

#### مصنع ريديل للزجاج
Riedel Glassworks. مدينة «كوفشتاين» (75 كيلومتراُ إلى الشمال الشرقي من مدينة إنسبروك) هي موطن مصنع ريديل للزجاج.
التقاليد والإبداع - بمقدور شركة «ريديل» للزجاج أن تفخر باستحضار أعوامه الـ250 في صناعة الزجاج وهي الآن أشهر شركة في العالم لصناعة الزجاج. تتوفر كؤوسُ شرب فاخرة وأباريق مُشكّلة بروعة وأواني نبيذ أنيقة - إنَّ كلَّ قطعة من الزجاج مصنوعةٌ بعناية فردية فائقة.
تعكس عروضُ ‘Sinnfonie’ المتعددة الوسائط فلسفة المتعة وراء كلِّ قطعة زجاج من «ريديل» ويدعوك متجر «ريديل» للزجاج التي تتوفر فيه أكبر مجموعة من الزجاج المصنوع من قبل «ريديل» للقيام بتجربة تسوق رائعة. تتوفر الجولات السياحية من يوم الإثنين وحتى الجمعة.

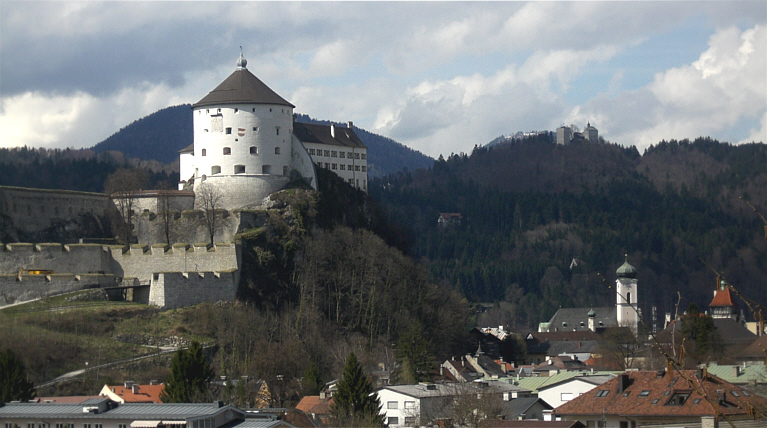
كوفشتاين

#### متحف سانت أنطون
Museum St. Anton. جبل أرلبيرغ، «مهد التزلج». إن المتحف في جبل أرلبيرغ دار قندهار يعطي الزوار والمؤرخين فكرة عامة عن تاريخ التزلج في منطقة أرلبيرغ منذ عام 1978. ويعتبر سانت أنطون بمثابة «مهد التزلج على جبال الألب». حيث تجد خرائط قديمة، صور «الأمس» و«اليوم»، وصور المتسابقين الفائزين مع حضور بارز لشخصية جبل أرلبيرغ بطريقة تفاعلية. فالمتحف يمثل إنجازاً ثقافياً جديراً بالاهتمام، فهو المكان المناسب لرسم صورة مشرقة من تاريخ سانت أنطون وجبل أرلبيرغ. كما يمكن للزوار أخذ استراحة قصيرة في مطعم المتحف.

#### درب العجائب في سانت أنطون
Trail of Wonders in St. Anton. إنها تسمى «المسار المائي»، «الغابة العجيبة»، «مسار زهرة جبال الألب»، المسار العشبي، أو «ملعب الطبيعة». وهي تشكّل مجتمعة («درب العجائب») في سانت أنطون أرلبيرغ. وقد مُنحت الجائزة الذهبية للابتكارات عن «الأفكار والطبيعة» و«أفضل عرض للأطفال»، ويوفرهذا المسار الفرصة الرائعة للزوار من جميع الأعمار لعيش تجربة مجموعة كاملة من عجائب الطبيعة. ويمكن المشي بسهولة لمسافة كيلو متر واحد وعلى ارتفاع 1500 متر فوق سطح البحر. ويتوفر عشرة محطات تقدم معلومات مثيرة للاهتمام عن معجزات الطبيعة على طول الطريق. وسوف يستكشف الزوار من جميع الأعمار عبق الزهور وتوابل الطبخ، والشاي والأعشاب الطبية. وبعد «فندق النحلة» يحين الوقت لخلع الأحذية الخاصة بك، للسير حافياً على طول «مسار الحفاة» و«المسار المائي»، متنقلاً خلال الأعشاب، والمروج والصخور مع الهواء الجبلي المنعش إلى (غابة العجائب).

#### بلدة راتينبيرغ
Rattenberg Town. تعتبر بلدة راتينبيرغ أصغر بلدة في النمسا، حيث يبلغ عدد سكانها حوالي 400 شخص. وتغطي مساحة تبلغ 11 هكتار فقط، وقد حافظت على طابعها الذي يعود للقرون الوسطى، إلى حد يمكن أن تتطابق مع عدد قليل من المدن الأوروبية. فقد كانت بلدة راتينبيرغ جزء من ولاية بافاريا. فبيوتها ومزارعها الرائعة ما زالت تعكس الأهمية السياسية والاقتصادية لها- فهي ملتقى لطريقين أحدهما قادم من بافاريا والآخر من سالزبورغ. فاليوم إن منطقة المشاة ما زالت مسيطرة على المنظر العام من خلال العروض الفريدة من نوعها لمهنة صناعة الزجاج بشكل يدوي في محلات عديدة. حيث يرجع تاريخ الصناعات الزجاجية إلى القرن التاسع عشر. فاليوم تؤكد وجود عشرات أعمال إعادة تصنيع الزجاج على السمعة الطيبة لهذه البلدة باعتبارها بلدة الزجاج في التيرول.

## معرض الصور

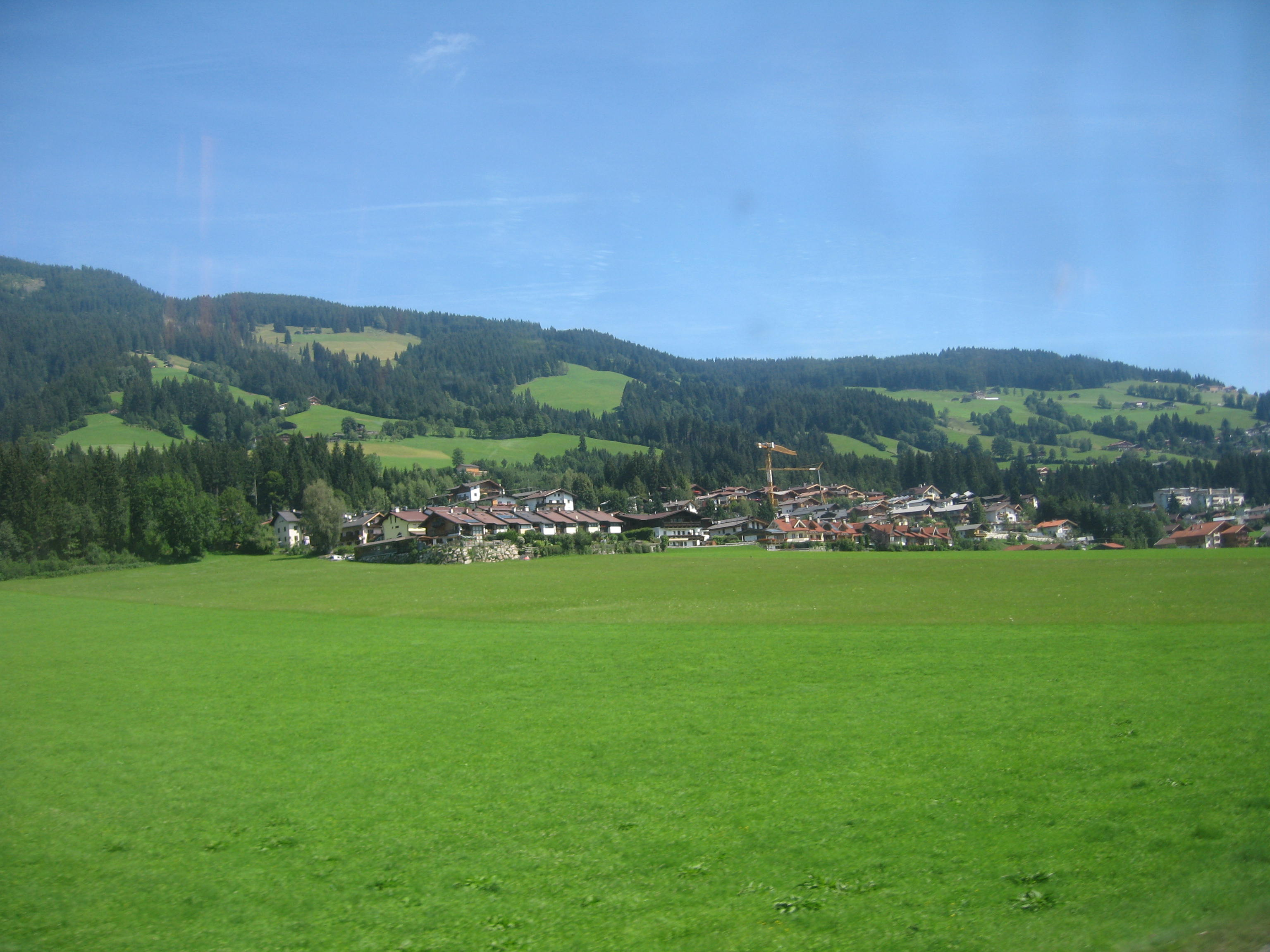
قرية في تيرول
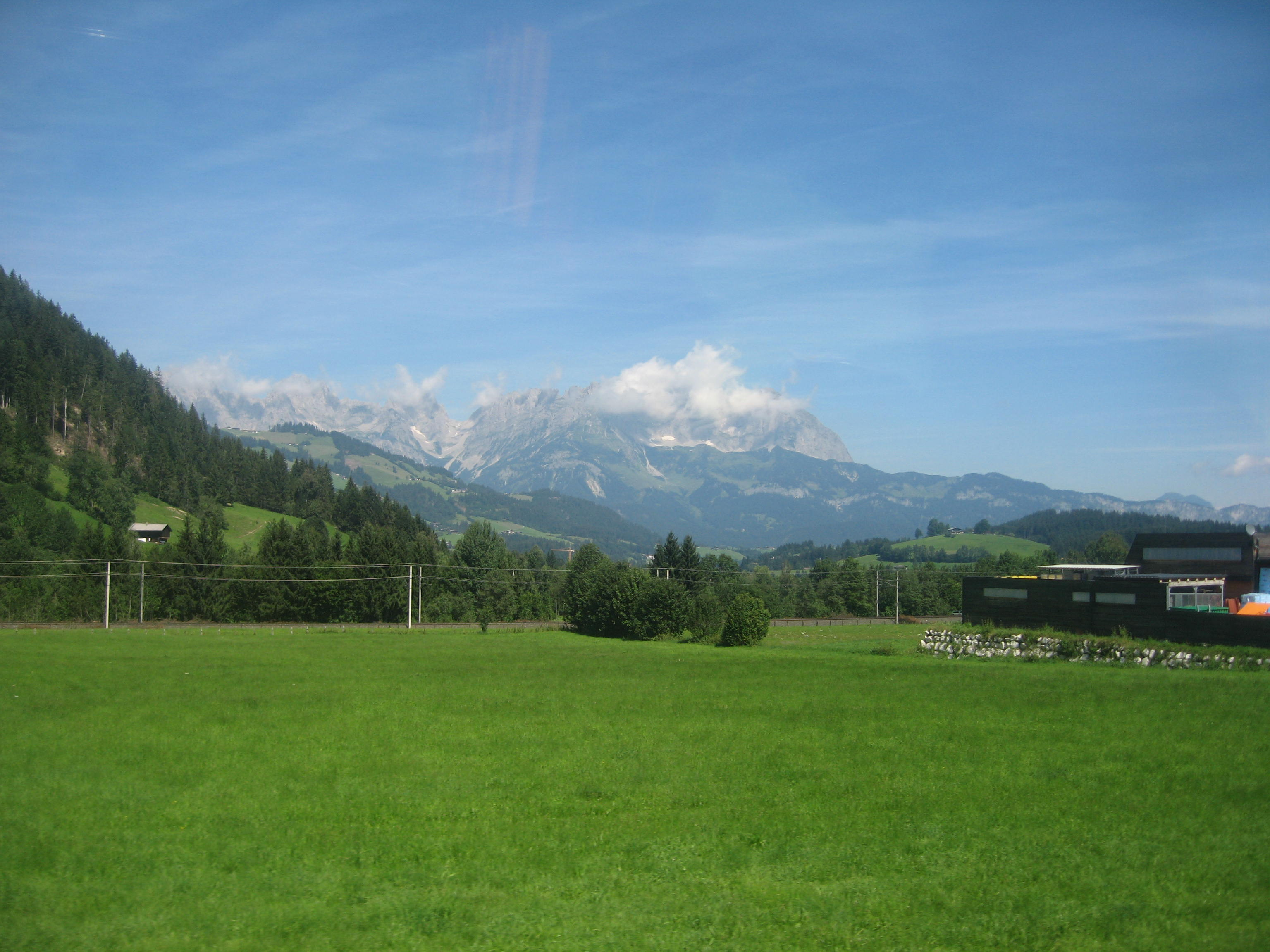
أحدى قرى تيرول
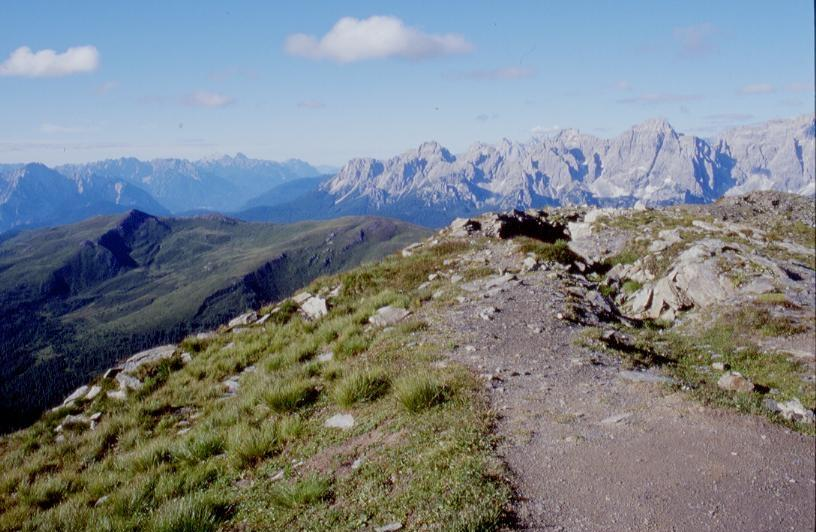
اوبستانسر
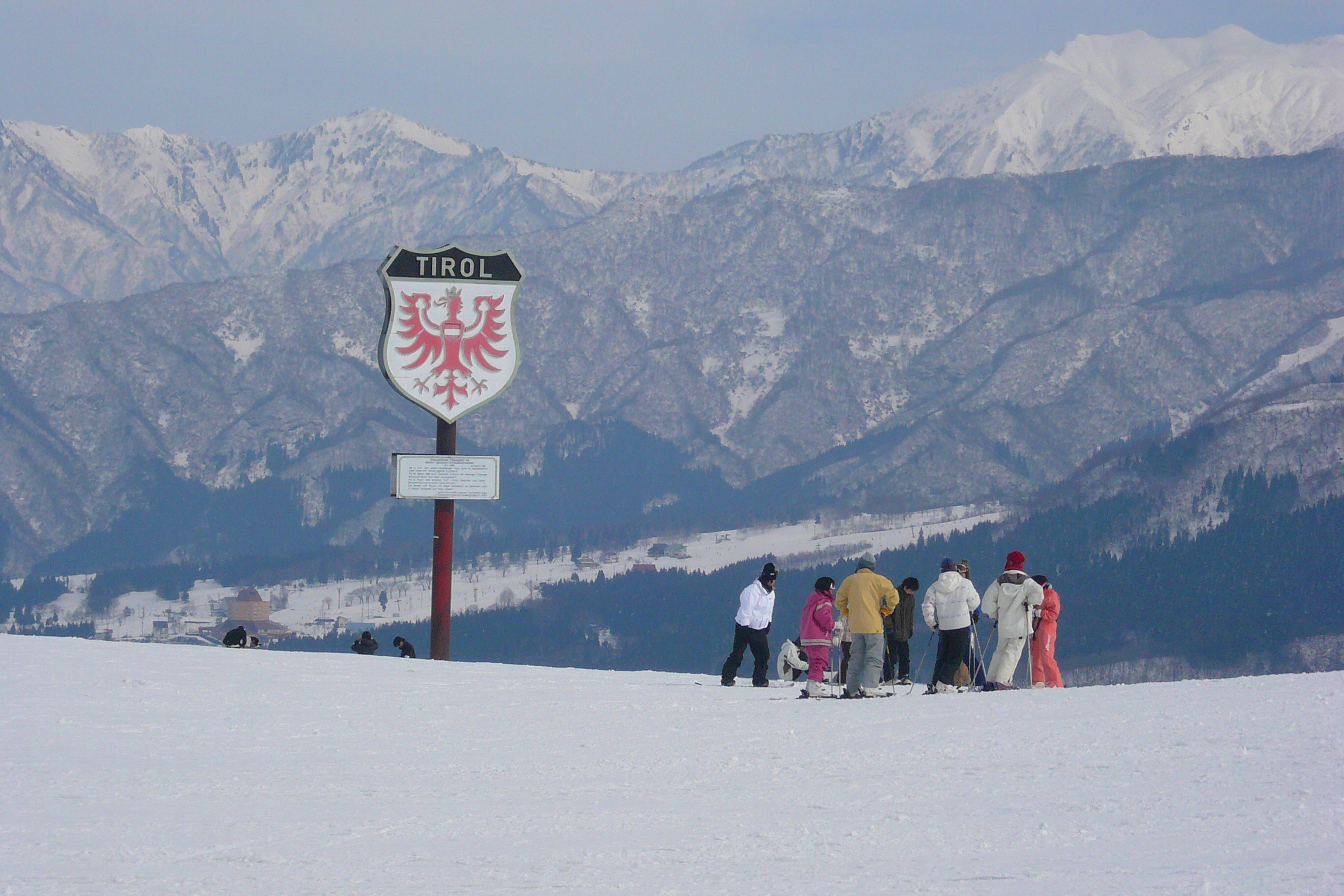
السماء في تيرول

## وصلات خارجية
- بلدة ميدرز في تيرول
- الموقع الرسمي باللغة العربية للمكتب السياحي الوطني النمساوي
- الدليل السياحي لتيرول
- الموقع الرسمي لحكومة المقاطعة
- الأماكن السياحية والتاريخ والبلدات في تيرول